# صموئيل (لاعب كرة قدم)
صموئيل هو لاعب كرة قدم برازيلي في مركز الهجوم، ولد في 20 أغسطس 1999 في Urucuia ‏ في البرازيل. لعب مع نادي غوياس.